# مطار بلاريدل
مطار بلاريدل (بالإنجليزية: Plaridel Airport)‏ (إياتا: PRB، إيكاو: RPUX) هو مطار عام يخدم مدينة بلاريدل، بولاكان ويشغل المطار هيئة الطيران المدني الفلبينية.